# NGC 6589
NGC 6589 (nota anche come vdB 118) è una nebulosa a riflessione visibile nella costellazione del Sagittario.
Si individua nella parte nordoccidentale della costellazione, lungo il piano della Via Lattea, a breve distanza a sudest della nebulosa IC 1284; si estende per circa 2 minuti d'arco in un'area di cielo fortemente oscurata da dense nubi di polveri. Il periodo più indicato per la sua osservazione nel cielo serale ricade fra giugno e novembre; trovandosi a declinazioni moderatamente australi, la sua osservazione è facilitata dall'emisfero australe.
La nube riceve la radiazione della stella HD 167638, una gigante brillante azzurra di classe spettrale B2II e magnitudine apparente pari a 9,54; sebbene sia già uscita dalla sequenza principale, si tratta di una stella massiccia di giovane età facente parte di Sagittarius OB7, una piccola associazione OB situata sul Braccio del Sagittario a circa 1700 parsec (5540 anni luce) di distanza. Alla nube risulta associata anche la sorgente di radiazione infrarossa IRAS 18138-1954.